# 東阿拉莫薩 (科羅拉多州)
東阿拉莫薩（英語：Alamosa East）是位於美國科羅拉多州阿拉莫薩縣的一個人口普查指定地區。

## 地理
東阿拉莫薩的座標為37°28′32″N 105°51′13″W / 37.47556°N 105.85361°W，而該地最高點為海拔高度2299米（即7544英尺）。

## 人口
根據2010年美國人口普查的數據，東阿拉莫薩的面積為9.4平方千米，均為陸地。當地共有人口1458人，而人口密度為每平方千米155人。